# Lesotho i olympiska sommarspelen 2000
Lesotho deltog i de olympiska sommarspelen 2000 med en trupp bestående av sex deltagare, fyra män och två kvinnor, men ingen av landets deltagare erövrade någon medalj.

## Boxning
Lätt flugvikt
- Sebusiso Keketsi
  - Omgång 1 — Förlorade mot Un Chol Kim från Nordkorea (→ gick inte vidare)

Weltervikt
- Mosolesa Tsie
  - Omgång 1 — Förlorade mot Steven Küchler från Tyskland (→ gick inte vidare)

## Friidrott
Herrarnas maraton
- Thabiso Moqhali
  1. Final - 2:16:43 (16:e plats)

Damernas 200 meter
- Dineo Shoal
  1. Omgång 1 - 25.57 (gick inte vidare))

## Taekwondo
| Idrottare       | Gren             | Åttondelsfinaler     | Kvartsfinaler        | Semifinaer           | Återkval omg. 1      | Återkval omg. 2      | Final                | Final            |
| Idrottare       | Gren             | Motståndare Resultat | Motståndare Resultat | Motståndare Resultat | Motståndare Resultat | Motståndare Resultat | Motståndare Resultat | Placering        |
| --------------- | ---------------- | -------------------- | -------------------- | -------------------- | -------------------- | -------------------- | -------------------- | ---------------- |
| Mokete Mokhosi  | Herrarnas −80 kg | de Meo (ITA) L 3-3+  | Gick inte vidare     | Gick inte vidare     | Gick inte vidare     | Gick inte vidare     | Gick inte vidare     | Gick inte vidare |
| Likeleli Thamae | Damernas −49 kg  | Melendez (CUB) L 0-3 | Gick inte vidare     | Gick inte vidare     | Pérez (MEX) L 3-5    | Gick inte vidare     | Gick inte vidare     | Gick inte vidare |